# Tetragonia pentandra
Tetragonia pentandra är en isörtsväxtart som beskrevs av Isaac Bayley Balfour. Tetragonia pentandra ingår i släktet tetragonior, och familjen isörtsväxter. Inga underarter finns listade i Catalogue of Life.